# 进贤北站
进贤北站（工程名军山湖站）位于中华人民共和国江西省南昌市进贤县三里乡，是杭昌客运专线上的一座车站，2023年12月27日随昌景黄铁路开通而投入使用，车站规模为2台4线。
车站和进贤站、进贤南站是同城站，距离进贤城区50公里。